# Annette Jacky Messomo
Annette Jacky Messomo (Ebolowa, 1º marzo 1993) è una calciatrice camerunese, centrocampista del BIIK Kazygurt.
In carriera si è laureata campionessa di Slovacchia con l'Union Nové Zámky e vicecampionessa di Russia con l'Ėnergija Voronež, e benché più volte selezionata per indossare la maglia della Nazionale camerunese ed inserita in rosa con le Leonesse nell'edizione 2014 del Campionato africano femminile di calcio, al settembre 2016 non è ancora scesa in campo.

## Palmarès
- Campionato slovacco femminile: 1

2012-2013
- Slovenský pohár Ženy: 1

2013-2014